# Lopshill
Lopshill est un hameau situé dans le district de  New Forest dans le Hampshire, en Angleterre. 
Il est situé dans la paroisse civile de Damerham et se trouve à environ 7 km de la New Forest.
La ville la plus proche est Fordingbridge qui se situe à environ 6,4 km à l'est du village.